# Heathmont
Heathmont är en del av en befolkad plats i Australien. Den ligger i kommunen Maroondah och delstaten Victoria, omkring 25 kilometer öster om delstatshuvudstaden Melbourne. Antalet invånare är 9 250.
Runt Heathmont är det mycket tätbefolkat, med 1 632 invånare per kvadratkilometer.. Närmaste större samhälle är Rowville, omkring 11 kilometer söder om Heathmont.
Runt Heathmont är det i huvudsak tätbebyggt. Genomsnittlig årsnederbörd är 1 244 millimeter. Den regnigaste månaden är juli, med i genomsnitt 140 mm nederbörd, och den torraste är januari, med 49 mm nederbörd.